# Országos Katolikus Szövetség
Az Országos Katolikus Szövetség a dualizmus végének és a Horthy-korszak első felének országos jelentőségű katolikus egyesülete. Célja az  összes magyarországi katolikus mozgalom összefogása és országos szinten való képviselete. 1908 és 1932 között az országos katolikus nagygyűlések szervezője.

## Előzmények
1898-ban szerveződött meg az első kimondottan országos jellegű katolikus társadalmi szervezet, a Katolikus Körök Országos Szövetsége, amely 1902-ben Magyarországi Katolikus Egyesületek Országos Szövetségévé alakult át. Ez a szervezet vette fel 1908-ban az Országos Katolikus Szövetség elnevezést.

## Szervezete, vezetői
Az Országos Katolikus Szövetség elnöke Zichy János, az 1920-as években a különféle neveket viselő ún. kereszténypárt vezetője, ügyvezető alelnöke Zsembery István egykori főispán, igazgatója Hindy Zoltán, fővédnöke a mindenkori hercegprímás volt.

## Tevékenysége
Az Országos Katolikus Szövetség legfontosabb megnyilvánulása az őszi katolikus nagygyűlés volt. Az évente megrendezett nagygyűlések a világháború és a forradalmak éveit leszámítva csak három alkalommal maradtak el: 1912-ben a bécsi eucharisztikus világkongresszus, 1921-ben a második királypuccs, 1930-ban pedig a Szent Imre-év főünnepségei miatt nem szerveztek nagygyűlést. Az OKSZ állította össze a programot, kérte fel a szónokokat és irányította a propagandamunkát.
A nagygyűléseken kívül az Országos Katolikus Szövetség rendezte a többi országos jellegű katolikus megmozdulást is, így évről évre a budapesti úrnapi és Szent Jobb körmeneteket, a püspökszenteléseket, de a kiemelkedő egyházi méltóságok (pl. 1927-ben Csernoch hercegprímás vagy 1930-ban Vass József prelátus, miniszter) temetését is.
Az Országos Katolikus Szövetség szervezte a nemzeti zarándoklatokat. Egy 1908-as püspökkari határozat alapján más szervezet nem indíthatott zarándoklatot külföldre, kivéve Mariazellbe. Az Országos Katolikus Szövetség tevékenységi körébe tartozott még a külföldi katolikus szervekkel való kapcsolattartás, valamint az 1920-as években három hadiárvaház fenntartása is.
Az OKSZ lapja volt 1908 és 1915 között az évente négyszer megjelenő Szövetségi Értesítő, amely még 1920-ban is megélt egy nagygyűlési különszámot. Az 1910-es évek végéig az Országos Katolikus Szövetség kiemelten támogatta az Új Lap című katolikus napilapot. A püspöki kar megbízása nyomán 1927 és 1931 között az OKSZ adta ki a Magyar Katolikus Almanachot.

## Elsorvadása
Az Országos Katolikus Szövetséget az 1920-as években számos kritika érte tevékenységének lanyhasága miatt. 1932-ben, az Actio Catholica megalakulásával korábbi funkcióit ugyan elvesztette, azokat - az OKSZ munkatársait átvéve - az AC országos szervezési szakosztálya vitte tovább. Az Országos Katolikus Szövetség formálisan nem szűnt meg, csak 1949-ben oszlatták föl.